# Registrador de dominios
Un registrador de dominios es una empresa que vende dominios de Internet. Permiten que un individuo o empresa pueda pagar una cuota anual a cambio de tener un nombre de dominio, como .com, .co, .es, .org, .net, y muchos otros (véase la lista completa).
Véase Registro de dominios para datos sobre el proceso de registro.

## Precios
Como hay muchos registradores de dominios, y todos hacen la misma función, compiten entre ellos ofreciendo precios más bajos que el resto. Por eso se pueden encontrar precios muy distintos en cada registrador.
Véase  para una comparativa de varias empresas que registran los .es. Los precios van de 0'5 a 200 euros (en noviembre de 2005).
De registradores, los hay baratos, normales, caros, pero además están los estafadores, que son muy comunes.
Éstos hacen cosas como cobrar más a las empresas que a los particulares aunque el proceso y el resultado sea el mismo, o decir el precio real sólo después de haber dado el número de tarjeta de crédito.
Otros anuncian el dominio barato, pero después de comprarlo ofrecen otros servicios extra (pagando) que son prácticamente imprescindibles (como una redirección a una URI, contratar un DNS para poner tu IP, tener un mínimo de alojamiento, etc.). Se recomienda leer la letra pequeña.
Además de las variaciones entre registradores, cada tipo de dominio (.org, .gov,...) tiene unas condiciones y precio específicos. Por ejemplo, el .es empezó siendo mucho más caro que el resto, lo que dificultó su adopción.
El .com es de los baratos ya que es muy solicitado, y se puede encontrar (a fecha de 2006) por aproximadamente 8 USD. En cambio, el .tv cuesta aprox. $35 anuales, ya que muchas empresas relacionadas con la televisión lo quieren (aunque es el dominio de la isla Tuvalu).
Desde noviembre de 2004, los registradores añaden a sus precios una tasa que la ICANN cobra para mantenerse; pero se aplica sólo en registros de .com, .net, .org, .biz, .info, .name y .jobs.
Empezó siendo de 25 centavos de dólar por dominio y año, pero aumenta cada año.

## Servicios
Normalmente, un registrador vende sólo el nombre de dominio, pero no incluye el alojamiento web. Por eso, el comprador tiene varias opciones:
- Contratar a la misma empresa el alojamiento, con lo que es posible que se le aplique alguna oferta especial.
- Contratar un alojamiento gratuito y hacer que el dominio redirija a la URI de la página en el servidor gratuito.
- Instalar un servidor web propio y añadir un registro en un servidor DNS que traduzca el nombre de dominio a la dirección IP del servidor.

La mayoría de registradores ofrecen un servicio de alojamiento DNS, o sea, que proporcionan unos servidor DNS propios para poder hacer la resolución del nombre de dominio a la dirección IP. De esta forma no es necesario instalar un programa servidor DNS en un ordenador externo.

## Condiciones
Una empresa de registro de dominios ha de estar acreditada por ICANN para poder venderlos o formar parte de una cadena de distribución. ICANN es el organismo que controla los 13 servidores raíz (root servers), y por tanto tiene el control de facto de todo el sistema de nombres de dominio.
Cada registrador puede poner unas normas distintas respecto a qué dominios permite registrar. Por ejemplo, algunos impiden usar palabras que se refieran a política, religión, obscenidades, o marcas que puedan violar la propiedad intelectual. Véase Registro de dominios para estos temas.
Además, pueden tener otras normas o restricciones locales. Por ejemplo, muchos registradores permiten usar más caracteres que los que ofrece el ASCII original. Como curiosidad, y a fecha de febrero de 2006, la eñe no se permite en los .es (esto cambió a partir del año 2007, ahora se permiten los dominios multilingües), pero sí en los .cl, .com, y otros; en general, en todos los que permiten el uso de Nombres de dominio internacionalizados (IDN).

## Registradores de dominio
En España, los registradores de dominio empezaron a surgir a mediados de los 90. Los más conocidos pueden ser Arsys (1996) , Acens (1997), aunque actualmente el mercado está muy diversificado Sync, ResellerClub, Egalan, Hostinet, Tusprofesionales, etc.
En la web de la ICANN se pueden encontrar aquellos acreditados por la ICANN y en ESNIC, los registradores acreditados para registrar .es